# Henri Struve
Henri Struve (* 6. September 1751 in Lausanne; † 29. November 1826 ebenda) war ein Schweizer Chemiker und Mineraloge.

## Leben
Henri Struve war ein Neffe von Anton Sebastian von Struve aus dem Adelsgeschlecht Struve und der Sohn von Guillaume Otton (Wilhelm Otto) Struve, der aus Jena stammte und in Lausanne als Arzt praktizierte. Er studierte in Tübingen und Leiden Medizin, Chemie und Mineralogie und zudem an der Bergakademie Freiberg das Bergfach.
1784 wurde er als Dozent für Chemie und Mineralogie an die Akademie Lausanne berufen, ab 1801 unterrichtete er dort auch Physik. 1804 ernannte ihn die Regierung des neu gebildeten Kantons Waadt zum Generalinspektor der Waadtländer Bergwerke und Salinen. Struve untersuchte als einer der ersten systematisch die geologischen Verhältnisse im Gebiet des Kantons Waadt und kann als Pionier von dessen Landeskunde gelten. Er verfasste einen Ergänzungsband zum Dicionnaire de chymie (1789) von Pierre-Joseph Macquer, ferner die Schrift Principes de minéralogie (1795) und zahlreiche Arbeiten über Salzbergwerke. Er legte eine Mineraliensammlung an, die 1818 an den Kanton gelangte und den Grundstock des Waadtländer Kantonsmuseums und des späteren Kantonalen Geologiemuseums bildete.
Henri Struve war 1815 in Genf bei der Gründung der Société helvétique des sciences naturelles (SHSN), deutsch Allgemeine Schweizerische Gesellschaft für die Gesammten Naturwissenschaften, beteiligt, aus welcher die Akademie der Naturwissenschaften Schweiz hervorging. Und 1819 gründete er zusammen mit dem Zoologen Daniel-Alexandre Chavannes, dem Forstinspektor Charles Lardy, dem Geologen Johann von Charpentier, dem Arzt Johann von Charpentier und dem Botaniker Louis Reynier die Société Vaudoise des Sciences Naturelles.
Henri Struve heiratete 1778 Rose Esther Pellissier. Er war mit dem Berner Pfarrer und Naturforscher Jakob Samuel Wyttenbach befreundet.

## Werke
- mit Louis Reynier: Mémoires pour servir à l’histoire physique et naturelle de la Suisse. Paris 1788.
- Supplement au Dictionnaire de Chymie. 1789.
- Description topographique, physique et politique du Pays-de-Vaud, en forme d’itinéraire, pour les savans et les voyageurs. Lausanne, Bern 1794.
- mit Jacob Pierre Vanberchem-Berthout: Principes de minéralogie ou exposition succinte des caractères extérieurs des fossiles, d’après les leçons du Professeur Werner augmentées d’additions manuscrites fournies par cet auteur. 1795.
- Méthode analytique des fossiles, fondée sur leurs caractères extérieurs. Paris 2011.
- Recueil de mémoires sur les salines et leur exploitation. 1803.
- Mémoire sur la nature de la montagne salifère du district d’Aigle. 1810.
- Observations sur le gissement du gypse salifère dans le district d’Aigle. 1820